# ليونيل فورد
ليونيل فورد (3 سبتمبر 1865 - 27 مارس 1932) (بالإنجليزية: Lionel Ford)‏ هو كاهن أنجليكاني ولاعب كريكت بريطاني وبريطاني (وحمل سابقاً جنسية المملكة المتحدة لبريطانيا العظمى وأيرلندا).